# Thera tabulata
Thera tabulata är en fjärilsart som beskrevs av Rudolf Püngeler 1909. Thera tabulata ingår i släktet Thera och familjen mätare. Inga underarter finns listade i Catalogue of Life.